# Chlmec
Chlmec (em húngaro: Helmecke) é um município da Eslováquia, situado no distrito de Humenné, na região de Prešov. Tem 7,91 km² de área e sua população em 2018 foi estimada em 572 habitantes.

## Demografia
| Ano:        | 1994 | 2004   | 2014   | 2024   |
| ----------- | ---- | ------ | ------ | ------ |
| Broj ljudi: | 545  | 564    | 568    | 589    |
| Razlika:    |      | +3,48% | +0,70% | +3,69% |

| Ano:               | 2023 | 2024   |
| ------------------ | ---- | ------ |
| Número de pessoas: | 584  | 589    |
| Diferença:         |      | +0,85% |